# Junkers Ju 188
Junkers Ju 188 Rächer byl německý dvoumotorový bombardovací letoun užívaný ve druhé světové válce.

## Vznik
V červenci 1939 vyhlásil Technický úřad RLM specifikace bombardéru, který by nahradil sériové letouny Junkers Ju 88 a Heinkel He 111. Společnost Junkers do konkurzu přihlásila letoun Junkers Ju 288, jehož vývoj se však neustále prodlužoval. Firma proto v roce 1941 z vlastní iniciativy zahájila práce na nové verzi Ju 88, která obdržela označení Ju 88 E. V září 1941 byl jeden stroj Ju 88 E-0 vybaven dvojicí hvězdicových motorů BMW 801 ML a obdržel nové označení Ju 88 V27 (imatrikulace D-AWLN). Křídlo mělo zvětšené rozpětí, čímž vzrostla nosná plocha na 56,00 m². Inovovaný tvar měly i ocasní plochy.

## Vývoj

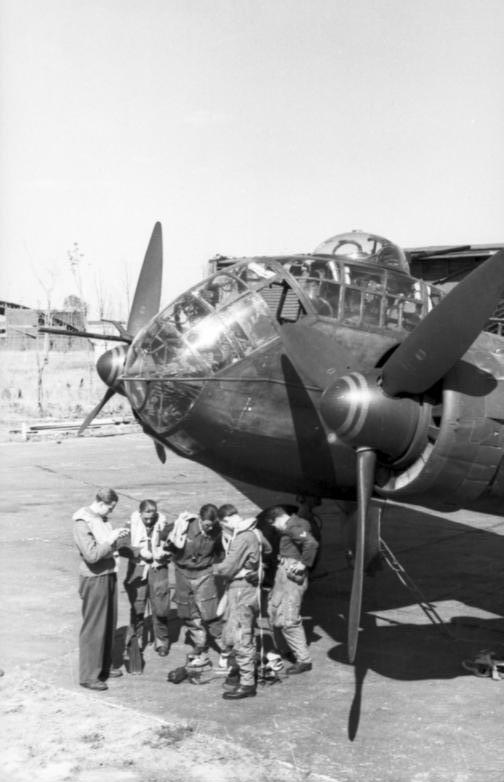
Junkers Ju 188

V říjnu 1942 bylo změněno označení mezitím postaveného Ju 88 V44 (NF+KQ) na Ju 188 V1 a současně byl objednán druhý prototyp Ju 188 V2 (Werk-Nr.260 151), který byl zalétán v lednu 1943. V únoru 1943 byly dohotoveny tři kusy Ju 188 E-0 s pohonnými jednotkami BMW 801 ML, které posloužily jako vzorové pro sériovou variantu Ju 188 E.
Prvních sedm vyrobených Ju 188 E-1 bylo dokončeno v březnu 1943, které byly osazeny dvojicí vzduchem chlazených čtrnáctiválcových motorů BMW 801 C-2 o vzletovém výkonu po 1250 kW. Během následujícího měsíce bylo vyprodukováno dalších osm strojů této varianty. První výrobní série E-1 byly vybaveny aerodynamickými brzdami pod křídlem, které snižovaly rychlost během střemhlavého bombardování. Hlavňovou výzbroj tvořil pohyblivý kanón MG 151 v přední části trupu, pohyblivý kulomet MG 131 v otočné věži na hřbetě trupu, stejná zbraň byla instalována i v zadním horním střeleckém stanovišti a dvojkulomet MG 81 ráže 7,92 mm v dolním střeleckém stanovišti.
Z čtyřmístné verze E-1 vycházel průzkumný Ju 188 F-1 vybavený dvěma kamerami Rb 50/30 nebo Rb 75/25 a dvěma kamerami pro noční fotografování NRb 40/25 nebo NRb 50/25.
Následující verzí byl námořní bombardovací a torpédový Junkers Ju 188 E-2. Na závěsnících pod centroplánem mohl nést dvě letecká torpéda LTF 5b o hmotnosti 765 kg, nebo dvě torpéda LT 1b o hmotnosti 800 kg, nebo čtyři miny LMA o hmotnosti 500 kg, nebo také dvě miny LMB o 1000 kg. Z důvodu snížení hmotnosti prázdného letounu byla často demontovaná horní střelecká věž.
Námořní průzkumný Ju 188 F-2 měl pumové závěsníky určeny k zavěšení přídavných nádrží. K obvyklému vybavení obou námořních variant patřily radary určené k vyhledávání nepřátelských plavidel. Základním typem radaru byl FuG 200 Hohentwiel.
Koncem roku 1943 byly zkompletovány první tři předsériové stroje Ju 188 A-1, které byly vybaveny dvanáctiválcovými řadovými motory chlazenými kapalinou Junkers Jumo 213 A-1 o vzletovém výkonu 1306 kW. První sériovou verzí A byl Ju 188 A-2 s pohonnými jednotkami Jumo 213 A-1 se zařízením na vstřikování metanolu a vody MW 50, které zvýšilo vzletový výkon motoru na 1647 kW. Kulomet MG 131 ráže 13 mm, dříve umístěný ve hřbetní střelecké věži, nahradil letecký kanón MG 151 ráže 20 mm.
Souběžně s variantou Ju 188 A-3, která svým vybavením odpovídala námořním E-2, byly vyráběny také průzkumné Ju 188 D-1 a D-2, které zase odpovídaly strojům F-1 a F-2. Tyto letouny neměly pohyblivý kanón MG 151 instalovaný v přídi a jejich posádka byla zredukována na 3 osoby.
Pro případ útoku ze zadní polosféry na Ju 188 byl letoun Ju 188 C-0, vycházející z verze A, vybaven dálově ovládaným střelištěm MG 131Z/FA 15 s dvojkulometem MG 131 zaměřovaný periskopickým zaměřovačem PVE 11. Díky problémům s tímto zbraňovým systémem nebyla sériová výroba zahájena. Dálkově ovládaná výzbroj v zadní části trupu tak byla nahrazena standardním střeleckým stanovištěm vybaveným dvěma kulomety MG 131, které ovládal zadní palubní střelec. Takto upravený prototyp Ju 188 V2 dostal označení Ju 188 G-0. Také tato verze zůstala pouze ve fázi prototypu.

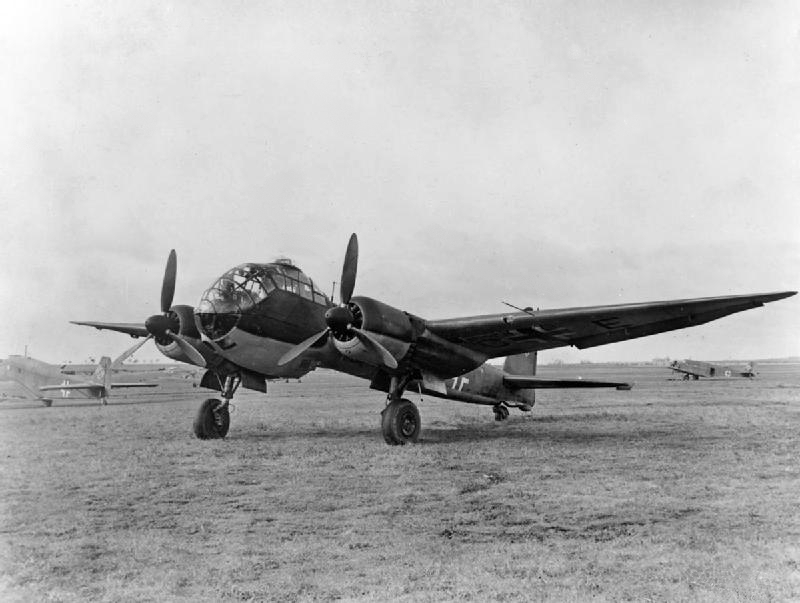
Junkers Ju 188 E-1, 1943

Do konce roku 1943 byly v továrně v Bernburgu vyrobeny 283 exempláře Ju 188 a od začátku roku 1944 se na výrobě těchto strojů podílely rovněž firmy ATG v Lipsku a Siebel v Halle. Různé konstrukční celky vyráběla řada dalších závodů, například Fokker střední a zadní části trupů.
V létě 1944 byla v továrně v Bernburgu zastavena výroba Ju 188, pokračovaly však práce na adaptaci letounu Ju 188 E na noční stíhačku Ju 188 R-0. Tři vyrobené kusy měly motory BMW 801 G-2 o maximálním výkonu 1250 kW, palubní radar FuG 220 Lichtenstein SN-2 a útočnou výzbroj složenou ze dvou kanónů MK 103 ráže 30 mm, nebo čtyřech kanónů MG 151. Testy prokázaly nižší výkonnost než již vyráběné Ju 88 G.
Konstrukční tým v Dessau vyvinul ještě dvě výškové varianty poháněné řadovými motory Junkers Jumo 213 E-1 s dvoustupňovým třírychlostním turbokompresorem a zařízením GM 1, což umožňovalo zvýšit vzletový výkon na 1594 kW. Bombardovací výšková verze nesla označení Ju 188 S-1 a průzkumná Ju 188 T-1. Na začátku léta 1944 vyrobila továrna ATG nevelký počet těchto strojů. Několik kusů S-1 bylo dokončeno v podobě bitevních Ju 188 S-1/U s 50 mm protitankovým kanónem.

## Nasazení

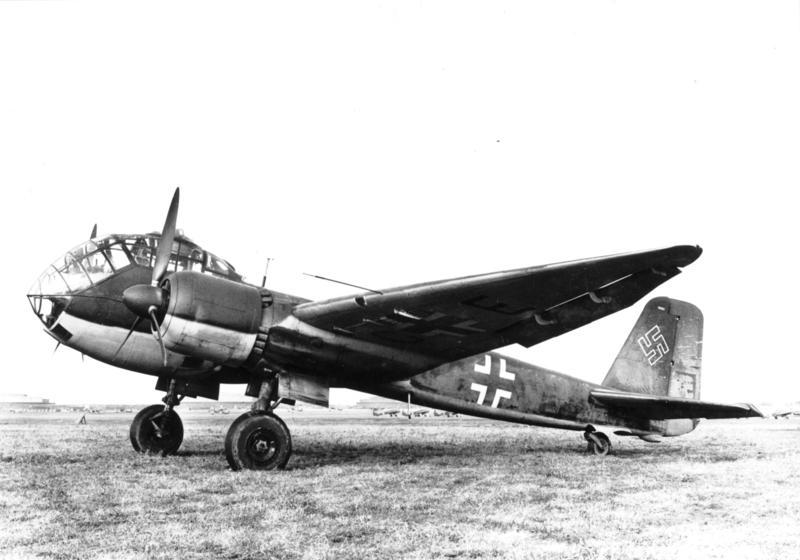
První sériový Junkers Ju 188E-1

První Ju 188 E-1 převzala v květnu 1943 Stab/KG 6, u které zpočátku operovaly v rámci zvlášť vytvořené jednotky Erprobungskommando der Luftwaffe 188. V srpnu 1943 byla tato jednotka přejmenována na 4./KG 66, jejímž velitelem se stal major Helmut Schmidt. Poprvé se do boje zapojila trojice Ju 188 E-1 18. srpna 1943, kdy bombardovala průmyslové podniky v Lincolnu ve Velké Británii. Na začátku října byla celá I./KG 6 přezbrojena na Ju 188 E-1. První operační ztrátou této jednotky byl Ju 188 E-1 (Werk-Nr.260 204) sestřelený noční stíhačkou de Havilland Mosquito. Dne 20. října 1943 měla I./KG 6 ve stavu 28 strojů Ju 188 E-1.
První bojové akce Ju 188 F-1 se uskutečnily v Rusku v září 1943 v rámci 3. Staffel der Fernaufklärungsgruppe 121. Do konce roku byly stroje této verze dodány jednotkám 4.(F)/11 a 3.(F)/22 na východní frontě a 3.(F)/22 dislokované ve Francii. Ve stejném období byly jednotce KG 26 přiděleny Ju 188 E-2 a Ju 188 F-2.
Jedinou jednotkou Luftwaffe vyzbrojenou výhradně Ju 188 byla KG 6. Sloužily však také v III./KG 26, I./KG 66 a v jedné letce I./KG 200.
Jediným zahraničním uživatelem těchto letounů byla Francie, která objednala v podniku SNCA de Sud-ESF v Toulouse několik Ju 188 E. Zkompletovány byly z konstrukčních celků zanechaných Němci ve Francii po jejím osvobození. Následně byly zařazeny k námořnímu letectvu.

## Specifikace (Ju 188 A-2)
Údaje podle

### Technické údaje
- Osádka:
- Rozpětí: 22,00 m
- Délka: 15,06 m
- Výška: 4,44 m
- Nosná plocha: 56 m²
- Hmotnost prázdného letounu: 9 821 kg
- Vzletová hmotnost: 14 385 kg
- Pohonná jednotka:

### Výkony
- Maximální rychlost u země: 425 km/h
- Maximální rychlost ve výšce 6000 m: 520 km/h
- Ekonomická cestovní rychlost ve výšce 6000 m: 400 km/h
- Cestovní rychlost: 400 km/h
- Doba výstupu do výšky 6 000 m: 17 min
- Dostup: 9 500 m
- Dolet: 2 400 km

## Odkazy

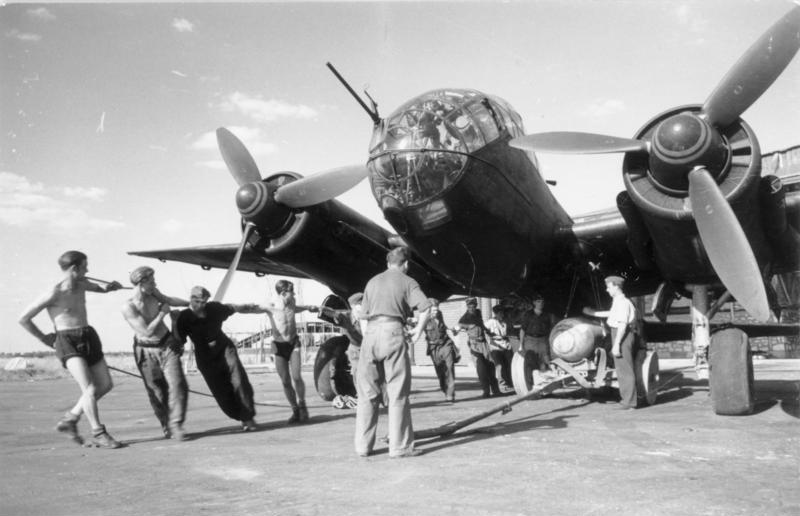
Zavěšování pumy do letounu Junkers Ju 188